# St. Maria (Winhöring)

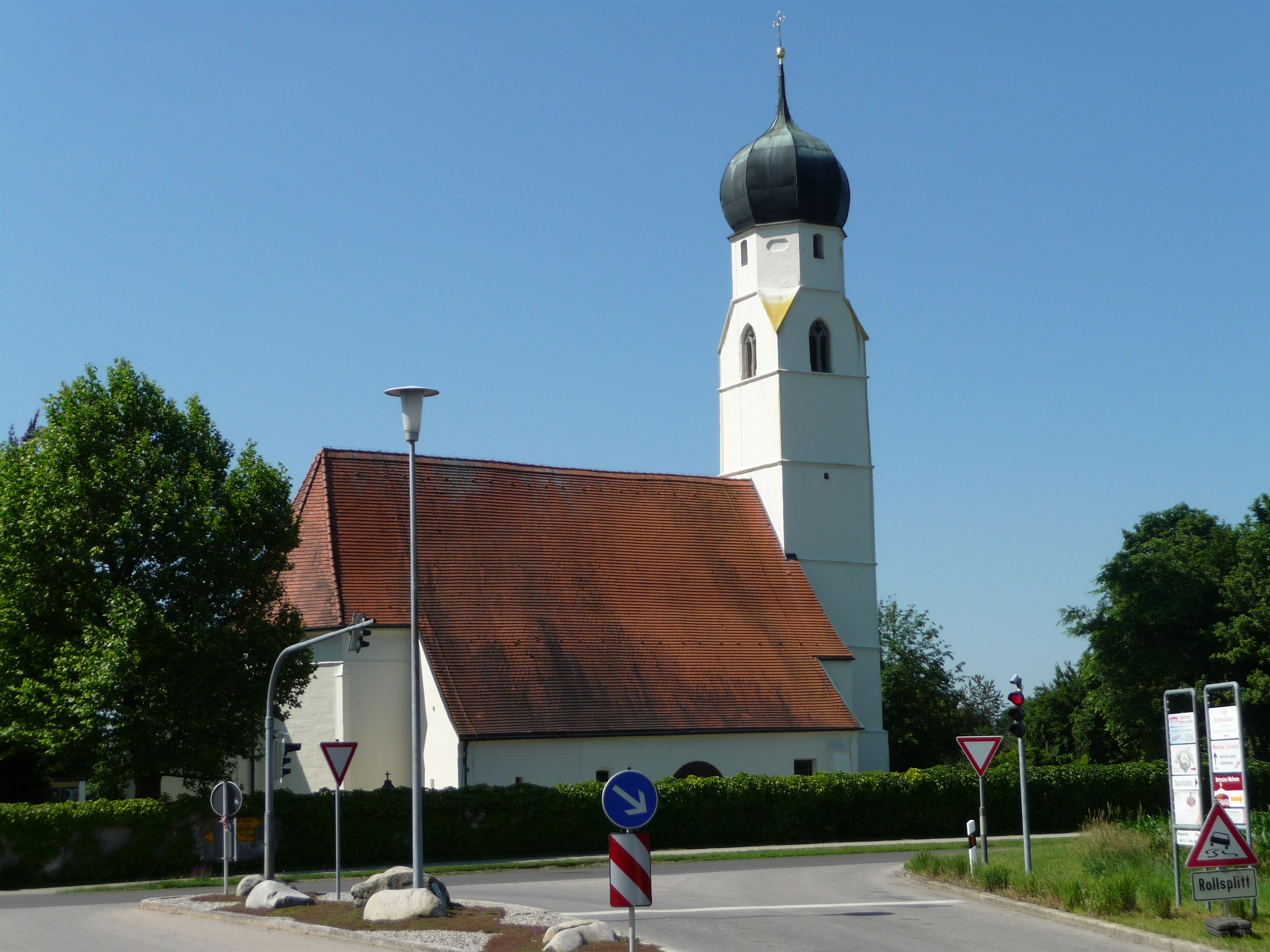
St. Maria in Winhöring

Die römisch-katholische Filialkirche St. Maria, die sogenannte Feldkirche, steht in Winhöring, einer Gemeinde im oberbayerischen Landkreis Altötting. Das Bauwerk gehört zu den Baudenkmalen in Winhöring und ist in der Bayerischen Denkmalliste unter der Nr. D-1-71-137-2 eingetragen. Die Kirche gehört zum Dekanat Altötting im Bistum Passau.

## Beschreibung
Die gotische Saalkirche wurde im 15. Jahrhundert erbaut. Sie besteht aus dem Langhaus zu vier Jochen, dem dreiseitig geschlossenen Chor zu zwei Jochen im Osten und dem Kirchturm auf quadratischem Grundriss im Westen. Die quadratischen Geschosse des Turms setzen sich in einem achteckigen fort, auf dem eine Zwiebelhaube sitzt. In seinem Glockenstuhl hängen drei Glocken. An der Südwand des Langhauses wurde 1636 eine Kapelle angebaut. Eine weitere Kapelle wurde 1655 im Osten des Chors errichtet. 
Chor und Langhaus sind mit von Diensten getragenen Netzgewölben überspannt. Der um 1750 gebaute Hochaltar ist aus verschiedenfarbigem Marmor zusammengesetzt. Die Orgel wurde 1849 von Franz Frosch gebaut.